# Peter Lozeleur de Villiers
Peter Lozeleur (Loyselleur) de Villiers (ndl: Pierre L'oyseleur Dit de Villiers, * 1530 Villers bei Lille; † 24. November 1590 auf Schloss Westhove (Oostkapelle, Walcheren)) war Hofprediger und Geheimrat des Prinzen Wilhelm I. von Oranien und daher einer der einflussreichsten Männer in den Niederlanden zur Zeit des Achtzigjährigen Krieges.

## Leben
Im Jahr 1540 flüchteten Lozeleurs Eltern wegen Religionsunruhen von Villers nach Frankreich. Dort studierte er 1552 Rechtswissenschaft an der Universität Orléans. Danach ging er als Anwalt zum Parlement de Paris. Aber auch hier kam es zu Religionsverfolgungen und er wanderte in die Schweiz aus. In Genf traf er Theodor Beza und entschloss sich, Theologie zu studieren, um Prediger zu werden.
Nach dem Studium kehrte er nach Frankreich zurück, wo er einige Zeit bei Jeanne d’Albret und Caspar von Coligny als Prediger arbeitete und später eine eigene Gemeinde in Croisy gründete. Während der Bartholomäusnacht war er Prediger in Rouen; er flüchtete vor dem Mob nach London. Dort wurde er Professor der Theologie und arbeitete an der griechischen und lateinischen Ausgabe des Neuen Testaments, das er dem Henry Hastings, 3. Earl of Huntingdon widmete. Hier lernte er auch Wilhelm von Oranien näher kennen, den er schon 1567 in Dillenburg kennen gelernt hatte. Wilhelm hoffte durch die Vermittlung von Lozeleur auf die Hilfe Englands gegen Spanien. Dieser sagte Wilhelm aber, dass von dort keine ernsthafte Hilfe zu erwarten sei. Damit war Lozeleur am anglischen Hof erledigt und musste London verlassen. Um 1575 wurde er Pastor in Vlissingen. Ferner begleitete er den Prinzen als Geheimer Rat und Hofprediger. Er stand für milde aufgeklärte Religionsanschauungen. Nach dem Tod des Prinzen Wilhelm im Jahr 1584 diente er auch dessen Sohn Moritz. Ein Angebot des Heinrich von Navarra, in französische Dienste zu treten, lehnte er ab. Als aber die englische Partei immer stärker wurde und der Graf Leicester in die Niederlande kam, verließ er den Staatsdienst.
Er zog sich auf sein Schloss Westhoven zurück, wo er 1590 verstarb und anschließend in der St. Pieterskerk in Middelburg begraben wurde.

## Familie
Lozeleur heiratete Jeanne de Brichanteau, die ebenfalls ein Religionsflüchtling war und Tochter von Charles de Brichanteau, Herr von St. Martin und Nigerets. Das Paar hatte 1572 sieben Kinder, darunter:
- Maria ⚭ Pieter van der Baerse, Erbe von Westhoven[2]
- Suzanne (* 1580) ⚭ 1600 Karel Everwij (* 1575)
- Rachelle (* 1590) ⚭ 1610 Dominic de Savornin (* 1585)

## Schriften
- Ratio ineundae concordiae inter ecclesias reformatas
- Reformatarum in Belgia ecclesiarum epistola apologetica ad et contra auctores libri Bergensis, dicti Concordia
- Theses de libero arbitrio, Hagae Comit. 1587
- Cort vertael omtrent den Moord aan den Prins gepleegd door B. Gerards
- De jure magistratuum in subditos